# Fisioma
El fisioma del estado fisiológico de un individuo o especie es la descripción de su comportamiento funcional. El fisioma describe la dinámica fisiológica del organismo intacto normal y se basa en información y estructura (genoma, proteoma y morfoma). El término proviene de "fisio-" (naturaleza) y "-oma" (como un todo).
El concepto de un proyecto de fisioma fue presentado a la Unión Internacional de Ciencias Fisiológicas (IUPS) por su Comisión de Bioingeniería en Fisiología en 1993. En 1997 se llevó a cabo un taller sobre el diseño del Proyecto Physiome. En su congreso mundial en 2001, la IUPS designó el proyecto como un enfoque importante para la próxima década. El proyecto está liderado por la Comisión de Fisioma de la IUPS.
Otras iniciativas de investigación relacionadas con el fisioma incluyen:
- La iniciativa EuroPhysioma
- El Proyecto NSR Physiome del National Simulation Resource (NSR) de la Universidad de Washington, que apoya el Proyecto IUPS Physiome
- The Wellcome Trust Heart Physiome Project, una colaboración entre la Universidad de Auckland y la Universidad de Oxford, parte del Proyecto IUPS Physiome más amplio